# Mie Nielsen
Mie Østergaard Nielsen, née le 25 septembre 1996 à Aalborg, est une nageuse danoise spécialiste du dos crawlé. Elle est championne d'Europe 2014 du 100 m dos à égalité avec Katinka Hosszú.

## Palmarès

### Jeux olympiques
- Jeux olympiques de 2012 à Londres ( Royaume-Uni) :
  - 6e sur le relais 4 × 100 m nage libre
  - 7e sur le relais 4 × 100 m quatre nages
- Jeux olympiques de 2016 à Rio de Janeiro ( Brésil) :
  -  Médaille de bronze sur le relais 4 × 100 m quatre nages

### Championnats du monde
Grand bassin
- Championnats du monde 2015 à Kazan ( Russie) :
  -  Médaille de bronze sur 100 m dos

Petit bassin
- Championnats du monde 2012 à Istanbul ( Turquie) :
  -  Médaille d'or au titre du relais 4 x 100 m quatre nages
  -  Médaille d'argent sur 100 m dos
  -  Médaille de bronze au titre du relais 4 x 100 m libre

### Championnats d'Europe
Grand bassin
- Championnats d'Europe juniors de natation 2011 à Belgrade ( Serbie) :
  -  Médaille d'or sur 50 m dos
  -  Médaille d'or sur 100 m dos
  -  Médaille d'argent sur 100 m nage libre
  -  Médaille de bronze au titre du relais 4 x 100 m quatre nages
- Championnats d'Europe juniors de natation 2012 à Anvers ( Belgique) :
  -  Médaille d'or sur 50 m dos
  -  Médaille d'or sur 100 m dos
  -  Médaille de bronze sur 200 m nage libre
- Championnats d'Europe de natation 2014 à Berlin ( Allemagne) :
  -  Médaille d'or sur 100 m dos
  -  Médaille d'or au titre du relais 4 × 100 m quatre nages
  -  Médaille de bronze sur 50 m dos
- Championnats d'Europe de natation 2016 à Londres ( Royaume-Uni) :
  -  Médaille d'or sur 100 m dos
  -  Médaille d'argent sur 50 m dos
- Championnats d'Europe de natation 2018 à Glasgow ( Royaume-Uni) :
  -  Médaille de bronze au titre du relais 4 × 100 m nage libre

Petit bassin
- Championnats d'Europe de natation en petit bassin 2011 à Szczecin ( Pologne) :
  -  Médaille d'or au titre du relais 4 x 50 m quatre nages
  -  Médaille d'argent au titre du relais 4 x 50 m nage libre
  -  Médaille de bronze sur 100 m dos
  -  Médaille de bronze sur 100 m quatre nages
- Championnats d'Europe de natation en petit bassin 2013 à Herning ( Danemark) :
  -  Médaille d'or sur 100 m dos
  -  Médaille d'or au titre du relais 4 x 50 m nage libre
  -  Médaille d'argent au titre du relais 4 x 50 m 4 nages